# Lorenzo Carboncini
Lorenzo Carboncini (født 22. september 1976 i Empoli) er en italiensk tidligere roer.
Carboncini var en alsidig roer, der roede og vandt medaljer i mange forskellige bådtyper. Hans første VM-medalje var af bronze, som han vandt i firer med styrmand i 1995. Året efter vandt han bronze, denne gang i otter, ved OL 1996 i Atlanta, og ved VM i 1997 vandt han sammen med Mattia Trombetta sølv i toer uden styrmand. Herefter skiftede han til firer uden styrmand og var med til at vinde VM-bronze i denne båd i 1998, en bedrift han gentog i 1999.
Ved  OL 2000 i Sydney stillede han igen op i firer uden styrmand, hvor resten af besætningen bestod af Valter Molea, Riccardo Dei Rossi og Carlo Mornati. Båden vandt sit indledende heat, hvorpå de i semifinalen blev snævert besejret af den australske båd. Finalen blev en tæt kamp mellem italienerne og den britiske båd, der endte med at sejre med et forspring på 0,38 sekund, mens italienerne på andenpladsen var næsten et sekund foran australierne på bronzepladsen.
I 2001 begyndte han at ro toer med styrmand sammen med Mattia Trombetta og styrmand Andrea Monizza. De vandt VM-sølv samme år, men i 2002 var han tilbage i fireren uden styrmand, der nu ud over ham bestod af Carlo Mornati, dennes bror Niccolò Mornati og Raffaello Leonardo. Denne besætning vandt VM-bronze. I 2004 roede han firer med styrmand, og i denne båd formåede han omsider at vinde en VM-guldmedalje dette år. I 2005 og 2006 roede Carboncini otter, der begge år vandt VM-sølv, men i 2007 var han tilbage i fireren uden styrmand, der vandt VM-sølv dette år. OL 2008 i Beijing var ikke nogen stor succes for fireren, der med Carboncini blot blev nummer otte. Fra 2010 og resten af hans karriere roede han toer uden styrmand med Niccolò Mornati, og de vandt EM-sølv i 2010 og 2011. Carboncinis sidste store internationale stævne var OL 2012 i London, hvor han og Niccolò Mornati blev nummer fire.

## OL-medaljer
- 2000:  Sølv i firer uden styrmand